# Nicolas Poussin
Nicolas Poussin  (Villers-en-Vexin, kraj Andelysa, 15. lipnja, 1594. – Rim, 19. studenog 1665.) bio je najvažniji francuski slikar 17. stoljeća; začetnik i vodeći slikar klasicizma u razdoblju baroka. Uglavnom je djelovao u Rimu, a kraće vrijeme bio je dvorski slikar kralja Luja XIII. u Parizu. 

## Životopis
Poussin je najprije učio u Rouenu, a potom u Parizu kod Lallemanda. Dobro je poznavao maniriste iz Fontainebleaua, kao i djela Rafaela i njegove škole.
Za vrijeme boravka u Bologni 1624. godine dolazi pod utjecaj klasične umjetnosti akademije obitelji Caracci i Guida Renija, a potom odlazi u Rim. Ondje, radeći s umjetnicima kao što su Pietro da Cortona i Giovanni Lafranco, eksperimentira s upotrebom boje na način Tiziana.
Godine 1640. odlazi u Pariz gdje nadgleda ukrašavanje velike galerije u Louvreu, slika oltarne pale i izrađuje naslovne stranice za knjige kraljevske tiskare, ali se već nakon dvije godine odlučuje vratiti u Rim gdje živi do kraja života.

## Djela
Isprva je radio pod raznim utjecajima (talijanskih manirista, fontembloške škole i dr.), potom inspiriran rimskim antičkim spomenicima, Rafaelovim freskama i Tizianovim koloritom stvara vlastiti stil (Germanikova smrt,1627.). Između 1630. i 1640. godine napušta barokni i prihvaća strogo klasičan stil naginjući racionalnoj jasnoći i arheološkoj preciznosti kakve nalazimo u Otmici Sabinjanki (1637.). 
Uz portrete, slikao je duboke i prozračne krajolike s antičkim građevinama ili ruševinama u koje je harmonično uklapao biblijske (Sveta obitelj na stubama), pastoralne (Četiri godišnja doba) i mitološke likove, osobito iz djela Vergilija, Ovidija i pjesama T. Tassa (Krajolik s Folkionovim pogrebom, 1648.).
Snažno je utjecao na generacije francuskih slikara, te će njegov osobni pristup formalnog savršenstva i rafinirane intelektualnosti dugo ostati odrednicom francuske umjetnosti. Osobito je prepoznatljiv njegov utjecaj na Ingresa i J. L. Davida, čime se smatra ocem neoklasicizma, no romantizam će njegovo djelo daleko manje cijeniti.
- Helios i Faeton s četiri godišnja doba, 1635., ulje na platnu, 122 × 153 cm, Državni muzej u Berlinu.
- Arkadija (Et in Arcadia ego), 1637.-38., ulje na platnu, 87 x 120 cm, Louvre
- Fokionov pogreb, 1648., ulje na platnu, 114 × 175 cm, Nacionalna galerija Walesa, Cardiff.
- Četiri godišnja doba (Ljeto), 1660.-64., uje na platnu, 1.18 m × 1.60 m, Louvre.